# Jevšček
Jevšček este o localitate din comuna Kobarid, Slovenia, cu o populație de 31 de locuitori.